# San Agustín Amatengo
San Agustín Amatengo là một đô thị thuộc bang Oaxaca, México. Năm 2005, dân số của đô thị này là 1455 người.